# Cipriano Castro

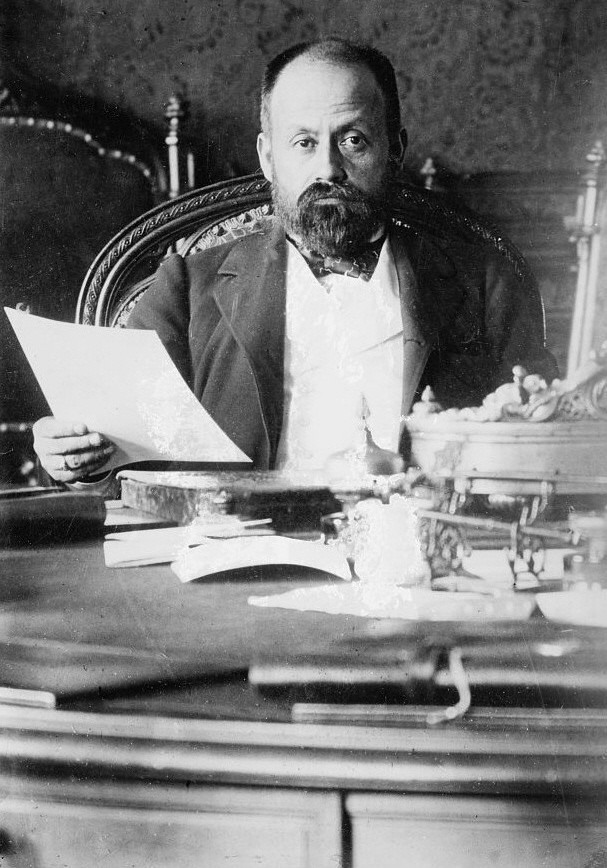
Cipriano Castro (1906)

Cipriano Castro, född 12 oktober 1858 och död 4 december 1924, var en venezuelansk politiker.
Castro blev från en fattig barndom plantageägare i staten Los Andes och började 1899 ett uppror, som slutade med att Castro blev republikens president. Han höll sig därefter vid makten, från 1904 med diktatorisk myndighet, fram till 1908, då under hans frånvaro i Europa en revolution störtade honom. Castro invecklade sitt land i konflikt med en rad europeiska länder. Bland annat ledde hans mot utlänningar fientliga ekonomiska politik till att landet 1903 försattes i blockad av brittiska, tyska och italienska krigsfartyg. Även med USA låg Castro i flera konflikter.